# Тери Дејвис
Тери A. Дејвис (енгл. Terry A. Davis; 1969-2018) је био амерички програмер и творац оперативног система TempleOS. Постао је познат по томе што је свој оперативни систем развио потпуно сам, након што је према сопственим тврдњама доживео откровење, и ступио у комуникацију с Богом. Тери Дејвис је имао више маничних епизода, и боловао је од шизофреније. Умро је 2018. године у Далсу, као бескућник.

## Биографија
Тери Дејвис је рођен 15. децембра 1969. у Вест Алису, у америчкој држави Висконсин. Рођен је у католичкој породици, која је имала осморо деце. Прво искуство са рачунарима имао је на школском Apple II рачунару. Као тинејџер имао је Комодор 64 на коме је научио асемблерски језик.
Његова породица се сели у Аризону где Дејвис завршава основне студије из рачунарског инжењерства, а затим и мастер студије из електротехнике, које завршава 1994. године.
Током 1996. бива први пут хоспитализован након дужих маничних епизода и делузија о прогањању. Хоспитализације се понављају и наредних година, а у међувремену му је дијагностификована шизофренија. Након појаве психичких проблема 1996. Тери Дејвис је напустио посао, и живео је од социјалне помоћи.
Током 2003. започиње рад на сопственом оперативном систему, за који пише сопствени програмски језик заснован на C-у, а затим и компајлер и кернел. Прва верзија оперативног система је била готова 2005. и носила је назив  "J Operating System", да би након верзије из 2013. систем добио назив TempleOS. Последња верзија система је објављена 2017. године и налази се у јавном власништву. Систем је написан на преко 100.000 линија кода и у потпуности је дело Терија Дејвиса. Систем обилује хришћанском тематиком и назван је TempleOS, по угледу на Јерусалимски храм.
Задњих година свог живота постаје активан на интернету, где је водио свој блог, као и неколико јутјуб канала који су били посвећени његовом оперативном систему.
Током 2018. објављује видео у коме саопштава да је постао бескућник и да рачунару приступа путем рачунара у јавној библиотеци у Далсу. Неколико сати након објављивања снимка, погинуо је на прузи у Далсу, када је на њега налетео воз.

## Приказ у култури
Америчко-канадски часопис Вајс (енгл. Vice) је 2014. објавио текст о Терију под називом "Божји усамљени програмер".
TempleOS, оперативни систем који је створио Тери Дејвис, приказан је 2017. године на сајму маргиналне уметности у Буроњу (Француска).
Тери Дејвис је 2019. био предмет тридесетоминутне радио емисије у Серијалу "Дигитални човек" (енгл. The Digital Human) на Би-Би-Си фор.